# Championnat international de Formule 3000 1986
Navigation
Édition précédente Édition suivante
Le championnat international de F3000 1986 a été remporté par l'Italien Ivan Capelli, sur une March-Cosworth de l'écurie Genoa Racing.

## Règlement sportif
- L'attribution des points s'effectue selon le barème 9,6,4,3,2,1 (comme en Formule 1 à la même période).

## Calendrier
| No. | Date         | Evenement                          | Circuit                       | Lieu                       | Pays        |
| --- | ------------ | ---------------------------------- | ----------------------------- | -------------------------- | ----------- |
| 1   | 13 avril     | Daily Express International Trophy | Circuit de Silverstone        | Silverstone                | Royaume-Uni |
| 2   | 4 mai        | Gran Premio di Roma                | Circuit de Vallelunga         | Campagnano di Roma         | Italie      |
| 3   | 19 mai       | Grand Prix de Pau                  | Circuit de Pau-Ville          | Pau                        | France      |
| 4   | 24 mai       | F1 Grand Prix de Belgique          | Circuit de Spa-Francorchamps  | Francorchamps              | Belgique    |
| 5   | 8 juin       | Trofeo Elio de Angelis             | Autodromo Enzo e Dino Ferrari | Imola                      | Italie      |
| 6   | 29 juin      | Euro Mugello                       | Circuit du Mugello            | Scarperia                  | Italie      |
| 7   | 20 juillet   | Gran Premio del Mediterraneo       | Circuit d'Enna-Pergusa        | Enna                       | Italie      |
| 8   | 16 août      | F1 Grand Prix d'Autriche           | Österreichring                | Spielberg                  | Autriche    |
| 9   | 25 août      | Halfords Birmingham Superprix      | Circuit de Birmingham         | Birmingham                 | Royaume-Uni |
| 10  | 28 septembre | Le Mans F3000                      | Circuit Bugatti               | Le Mans                    | France      |
| 11  | 5 octobre    | Jarama F3000                       | Circuit permanent du Jarama   | San Sebastián de los Reyes | Espagne     |

## Classement des pilotes
| Classement | Pilote                | Pays             | Voiture                  | Écurie             | Nombre de points |
| ---------- | --------------------- | ---------------- | ------------------------ | ------------------ | ---------------- |
| 1er        | Ivan Capelli          | Italie           | March-Cosworth           | Genoa              | 38               |
| 2e         | Pierluigi Martini     | Italie           | Ralt-Cosworth            | Pavesi             | 36               |
| 3e         | Emanuele Pirro        | Italie           | March-Cosworth           | Onyx               | 29               |
| 4e         | Luis Pérez-Sala       | Espagne          | Ralt-Cosworth            | Pavesi             | 24,5             |
| 5e         | Michel Ferté          | France           | March-Cosworth           | Oreca              | 24               |
| 6e         | John Nielsen          | Danemark         | Ralt-Honda               | Ralt               | 17               |
| 7e         | Pascal Fabre          | France           | Lola-Cosworth            | Lola               | 15,5             |
| 8e         | Mike Thackwell        | Nouvelle-Zélande | Lola-Cosworth Ralt-Honda | Ralt               | 10,5             |
| 9e         | Philippe Alliot       | France           | March-Cosworth           | Oreca              | 9                |
| 10e        | Gabriele Tarquini     | Italie           | March-Cosworth           | Coloni             | 7                |
| 11e        | Satoru Nakajima       | Japon            | Ralt-Honda               | Ralt               | 7                |
| 12e        | Pierre-Henri Raphanel | France           | March-Cosworth           | Oreca              | 5                |
| 13e        | Alain Ferté           | France           | March-Cosworth           | Corbari Italia     | 4                |
| 14e        | Mauricio Gugelmin     | Brésil           | March-Cosworth           | West Surrey Racing | 4                |
| 14e        | Thomas Kaiser         | Suède            | Lola-Cosworth            | BS Automotive      | 4                |
| 14e        | Olivier Grouillard    | France           | Lola-Cosworth            | Hotz-Formula       | 4                |
| 17e        | Richard Dallest       | France           | AGS-Cosworth             | Danielson          | 3                |
| 18e        | Claudio Langes        | Italie           | Lola-Cosworth            | BS Automotive      | 3                |
| 19e        | Eliseo Salazar        | Chili            | Lola-Cosworth            | Lola               | 1,5              |
| 20e        | Alessandro Santin     | Italie           | Lola-Cosworth            | Lola               | 1,5              |
| 21e        | John Jones            | Canada           | March-Cosworth           | Onyx               | 1                |
| 21e        | Franco Forini         | Suisse           | March-Cosworth           | San Remo           | 1                |
| 23e        | Russell Spence        | Royaume-Uni      | March-Cosworth           | Onyx               | 0,5              |